# 트루 시크릿
트루 시크릿(Celle que vous croyez, Who You Think I Am)은 프랑스, 벨기에에서 제작된 사피 네부 감독의 2019년 드라마, 멜로/로맨스, 미스터리 영화이다. 줄리엣 비노쉬 등이 주연으로 출연하였고 미셀 세인트-진 등이 제작에 참여하였다.

## 출연

### 주연
- 줄리엣 비노쉬

### 조연
- 프랑수아 시빌
- 니콜 가르시아
- 귀욤 고익스
- 샤를스 베르링
- 프란시스 르플레이

## 제작진
- 원작자: 카미유 로랑스
- 사운드슈퍼바이저: 알렉산드르 플뢰랑
- 의상: 알렉산드라 샤를
- 배역: 콘스탄스 드몬토이